# Cyril O’Reilly
Cyril O’Reilly (* 8. Juni 1958 in Los Angeles, Kalifornien) ist ein US-amerikanischer Schauspieler und Filmproduzent.

## Leben
O’Reilly begann seine Karriere 1980 in einer Gastrolle in der kurzlebigen Fernsehserie Skag mit Karl Malden in der Titelrolle. Im selben Jahr hatte er sein Spielfilmdebüt in Die unglaubliche Reise in einem verrückten Flugzeug, allerdings in einer Statistenrolle. Bekanntheit beim Kinopublikum erlangte er durch seine Darstellung des Tim Cavanaugh in der Teenagerkomödie Porky’s 1981 sowie in der Fortsetzung zwei Jahre später. Dies sollte sein größter Erfolg bleiben; zwar trat er noch in zahlreichen weiteren Filmproduktionen auf, bei diesen handelte es sich jedoch zum überwiegenden Teil um günstiger produzierte B-Movies.
Seine Fernsehkarriere verlief dagegen besser, so hatte er bis Mitte der 2000er Jahre regelmäßige Auftritte in erfolgreichen Serienformaten. Bei zwei seiner Gastauftritte sang er zudem, 1982 in M*A*S*H sowie 1988 in Mord ist ihr Hobby. 2009 betätigte sich O’Reilly beim Horrorfilm Lost Soul mit Nick Mancuso in der Hauptrolle erstmals als Filmproduzent. 2013 produzierte er den Science-Fiction-Film Gemini Rising mit Lance Henriksen und John Savage. Keiner der Spielfilme geriet zum Kassenschlager. Nach über einem Jahrzehnt kehrte er 2022 vor die Kamera zurück und war in mehreren B-Movies des Regisseurs Chad Ferrin zu sehen.

## Filmografie (Auswahl)

### Fernsehen
- 1990: Hunter
- 1991: Matlock
- 1993: Beverly Hills, 90210
- 1996: Walker, Texas Ranger
- 1996: Renegade – Gnadenlose Jagd (Renegade)
- 1997: Viper
- 1998: Palm Beach-Duo (Silk Stalkings)
- 1998: Star Trek: Deep Space Nine
- 1999: Profiler
- 2002: Akte X – Die unheimlichen Fälle des FBI (The X-Files)
- 2002: Emergency Room – Die Notaufnahme (ER)
- 2005: Without a Trace – Spurlos verschwunden (Without a Trace)

### Film
- 1980: Die unglaubliche Reise in einem verrückten Flugzeug (Airplane!)
- 1981: Porky’s
- 1983: Porky’s II – Der Tag danach (Porky's II: The Next Day)
- 1984: Einmal Hölle und zurück (Purple Hearts)
- 1990: Navy Seals – Die härteste Elitetruppe der Welt (Navy Seals)
- 1993: Philadelphia Experiment II
- 2001: Air Rage – Terror in 30.000 Feet (Air Rage)
- 2023: Scalper
- 2025: Death 4 Dinner